# Cerje Tužno
Cerje Tužno falu Horvátországban Varasd megyében. Közigazgatásilag Ivanechez tartozik.

## Fekvése
Varasdtól 13 km-re délnyugatra, községközpontjától 7 km-re északkeletre az Ivaneci-hegység északi részén fekszik. 

## Története
Cerje neve a 14. század elején 1306-ban bukkan fel a korabeli forrásokban, amikor a johanniták megkapták adománykánt Cerje birtokát, valamint Béla és Ivánc várát. A birtok a 15. század közepén világi földesurak kezére került. Tulajdonosai voltak Tallóczy Matkó, Vitovec Iván, Mátyás király és fia, Corvin János is. Corvin János 1500 körül, Bélával és Ivaneccel együtt eladta a gersei Pethő családnak, akik a birtokot 1730-ig a család kihalásáig meg is tartották. 
1542-ben a falu mellett nagy csata dúlt az Ulama bég vezette török és a Zrínyi Miklós horvát bán vezette horvát sereg között. A csatában a horvátok sok törököt vágtak le, még többet ejtettek foglyul. A vesztes török sereg maradékai rabolva és pusztítva Ludbregen és Kaproncán át Verőce felé vonultak vissza. 
1857-ben 30, 1910-ben 58 lakosa volt. A trianoni békeszerződésig Varasd vármegye Ivaneci járáshoz tartozott. 2001-ben 183 lakosa volt. 

## Nevezetességei
Páduai Szent Antal tiszteletére szentelt kápolnája 1735 körül épült. Mennyezetét falfestmények és stukkó díszíti, oltára virágmintás stukkó díszítésű.
A cerje tužnoi kastély a Varasd-Ivanec főúttól délkeletre található. Az épület egyemeletes, téglalap alaprajzú. Az alagsorban a terepalakzatokat követi, amely fokozatosan emelkedik északról délre, így a ház északi oldalán az alagsor már szinte teljesen a föld felett van. Az alagsor több különálló, boltozatos helyiségből áll. A lakószinten, az épület nyugati homlokzata mentén egy folyosó található, ahonnan a szobákba lehet belépni. Minden helyiség dongaboltozatos. A folyosó nyugati falában látható tartóoszlopok maradványaiból, valamint az épület külső homlokzatán látható boltívek körvonalaiból arra lehet következtetni, hogy a folyosót egykor árkád tagolta. Az árkád íves fala látható az épület nyugati homlokzatának alagsorában is.

## Külső hivatkozások
- Ivanec város hivatalos oldala
- Az ivaneci turisztkai egyesület honlapja